# Casa de la Ciutat (València)
La Casa de la Ciutat de València va ser la seu del Consell Municipal de València. Situada on ara hi ha els jardins del Palau de la Generalitat Valenciana, va ser construïda entre 1302 i 1342, i successivament ampliada fins al segle xvi. Després de ser demolida, entre 1850 i 1856, els servicis municipals varen ser traslladats al nou edifici de l'Ajuntament de València.

## Història
El rei Jaume el Conqueridor va concedir cases i privilegi per a construir la Casa de la Ciutat ja en el segle xiii, en un lloc pròxim a l'actual plaça de l'Almoina i prop del Palau Arquebisbal, però esta fon una ubicació provisional.
La primera Casa de la Ciutat en la seua ubicació final es va construir cap a l'any 1302, però serà l'any 1311 quan Jaume II autoritze que s'amplien els locals que ja en aquell temps s'havien quedat petits. Oficialment, la Casa de la Ciutat va quedar acabada en 1342 i va albergar sales per als Jurats de la ciutat (Sala del Consell), Sala escrivania, tribunals dels justícies del criminal i civil, presó d'hòmens i dones, oficines de notaries, Sala del Racional, Sala d'Arxius i sales per als administradors d'imposts. Sense oblidar una Sala dedicada exclusivament a Capella, realitzada cap a l'any 1454, que era una de les més importants de la Casa. En 1517 el mestre d'obres Jaume Vicent va realitzar una nova Capella amb cobertes amb voltes de creueria. En 1376 es va ampliar de nou l'edifici per a construir-hi una Sala per a l'anomenat Consell Secret o Consell dels Jurats, i una altra sala per als administradors d'imposts. En eixes obres intervingué el mestre major dels murs i fossats de la ciutat, Bernat Boix.

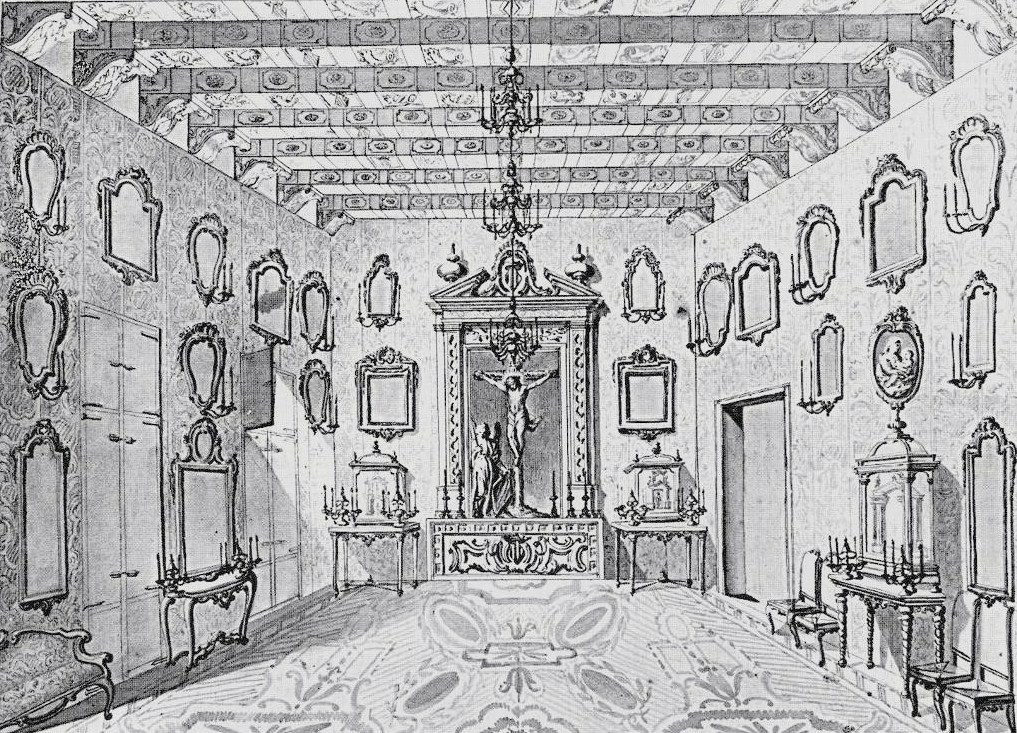
Interior de la Sala del Consell o Cambra dels Àngels de la Casa de la Ciutat de València

Cap a 1392 el pintor Marçal de Sax va decorar amb pintures murals els murs de la Sala del Consell Secret, amb escenes del Judici final, el Paradís, l'Infern i l'Àngel Custodi de la ciutat.
| « | Àngel Custodi, del Déu infinit, guardeu la ciutat de dia i de nit per tal que no entre el mal enemic. | » |

Entre els anys 1418 i 1426 es conclogué la coneguda com a Sala Daurada o «Cambra Daurada» coneguda així pel ric teginat (sostre amb cassetons) que la tancava. La sala es dedicava a funcions representatives i protocol·làries. Entre 1421 i 1423 es varen construir noves sales que varen ampliar el perímetre i l'alçada de l'edifici. En 1458 encara es treballava en detalls de menor importància de les sales.
En 1423 la gran Sala del Consell va patir un incendi que va destruir-ne el sostre. Entre 1425 i 1428 es varen dur a terme les obres de reparació, dirigides per Joan del Poyo, i es va construir una nou sostre de fusta. Una vegada reconstruïda esta sala, fon coneguda com a sala dels àngels, a causa del gran nombre d'àngels amb escuts de la ciutat que decoraven el sostre. El 15 febrer 1586 la casa de la ciutat va patir un altre incendi, tan greu que va haver de ser reconstruïda en gran part. Sembla que va ser provocat pels presos que complien pena en els calabossos que es trobaven a la planta baixa de l'edifici.
Una de les conseqüències directes de l'incendi va ser que alguns dels presos hagueren de ser traslladats a la Casa de la Confraria de Sant Narcís, (a l'inici del carrer de Salvador) i que a partir d'aquell moment eixa casa va ser coneguda com a Presó de Sant Narcís.
Entre els anys 1854 i 1860 l'edifici municipal, que amenaçava ruïna, va ser demolit i les seues dependències es van traslladar a l'actual edifici de l'Ajuntament, llavors Casa d'Ensenyament de xiquetes, manada construir per l'arquebisbe Mayoral durant el segle xviii.
Entre els gravats o dibuixos de la Casa de la Ciutat que s'han conservat es pot observar que es tractava d'un edifici de planta rectangular que es distribuïa al voltant d'un o dos patis centrals, tres altures i rematat als seus extrems per dues torres quadrangulars amb terrasses i adorns de boles. Al primer pis de la frontera principal, un gran balcó corregut realitzat en forja, al qual s'obrien quatre portes o finestres. Per damunt del cos central i entre les dues torres una galeria o lògia sostinguda per columnes. La façana principal requeia a l'actual carrer dels Cavallers, mentre que la façana posterior ho feia a l'actual carrer de la Batlia. La seua fisonomia d'aspecte renaixentista obeïx probablement a la reconstrucció posterior a l'incendi de 1586. Sobre la porta d'entrada hi havia la inscripció: «SPQV» i la data «1635».

## Pervivència
Ha arribat fins als nostres dies el treginat de la coneguda com a Sala Daurada, que, realitzat entre 1418 i 1438 per Joan del Poyo, se salvaria de la destrucció en ser demolit l'edifici, en ser amuntegat a l'antic Palau Arquebisbal. Entre 1442 i 1445 l'obra va ser daurada i policromada, amb la qual cosa es va donar per acabada. En l'actualitat, i des de 1920, es troba restaurat i col·locat al pis principal del Pavelló del Consolat de la Llotja dels Mercaders de València. Esta sala devia ser la principal i més sumptuosa de l'edifici i el seu destí eren les reunions dels jurats i funcions representatives. Els elements que componien el treginat o enteixinat eren motius heràldics de la ciutat, busts de profetes, màscares grotesques, al·lusions musicals, àngels i animals quimèrics, entre altres elements. Era de fusta policromada i daurada. Joan del Poyo va dirigir els treballs entre 1418 i 1438, al costat d'un grup d'artífexs entre els quals destaquen Bertomeu Santalínea, Julià Sanxo, els germans Joan i Andreu Çanou, Domingo Mínguez (tallistes i entalladors) i el pintor Jaume Mateu.
En el Museu Nacional d'Art de Catalunya es conserven quatre dels retrats dels reis d'Aragó elaborats entre 1427 i 1428 pels pintors Gonçal Peris Sarrià i Jaume Mateu per a la Sala del Consell.
De la capella de la Casa de la Ciutat es conserva al Museu de la Ciutat (Palau del Marqués de Campo), la taula central del tríptic del Judici Final del pintor neerlandés Vrancke van der Stockt (ca 1420 - ca 1495). El tríptic estava format per una taula central amb una escena de Jesús en Majestat entre Sant Joan Baptista i la Mare de Déu (la Déesis), i a la part inferior a l'arcàngel sant Miquel pesant les ànimes dels condemnats mentre el diable intenta fer trampa. Les taules laterals es conserven al Museu de Belles Arts de València i representen els benaurats camins del Paradís (dreta [esquerra de l'espectador]) i els condemnats camí de l'infern (a l'esquerra [dreta de l'espectador]) en la cara interna, mentre que en l'externa es representa Adam i Eva sent expulsats del Paradís. Este tríptic, adquirit en 1494 pel Consell de la Ciutat, es troba a la ciutat de València, però es dona la circumstància que les seues parts es troben repartides en dos museus diferents sense que s'haja pogut arribar a un acord per a reunificar-los.
També cal recordar que a la Llonja es troba la reixa de ferro que tancava una de les sales de la Casa de la Ciutat i que en l'actualitat es pot vore a la planta baixa de la Torre (antiga capella).
També es diu que la Roca València realitzada en 1855 i que processiona al Corpus Christi està construïda amb fusta procedent de la Sala del Consell.